# Micula (Satu Mare)
Micula es una comuna ubicada en el distrito de Satu Mare, Rumania.

## Superficie
Posee una superficie de 37,70 kilómetros cuadrados.

## Demografía
Hasta 2021 la población era de 3265 habitantes, con una densidad de población de 86,60 habitantes por kilómetro cuadrado.